# Singe de feu
| Éléments du cycle sexagésimal 干支 | Éléments du cycle sexagésimal 干支 | Éléments du cycle sexagésimal 干支 | Éléments du cycle sexagésimal 干支 | Éléments du cycle sexagésimal 干支 | Éléments du cycle sexagésimal 干支 | Éléments du cycle sexagésimal 干支 | Éléments du cycle sexagésimal 干支 | Éléments du cycle sexagésimal 干支 | Éléments du cycle sexagésimal 干支 | Éléments du cycle sexagésimal 干支 | Éléments du cycle sexagésimal 干支 |
| ---------------------------------- | ---------------------------------- | ---------------------------------- | ---------------------------------- | ---------------------------------- | ---------------------------------- | ---------------------------------- | ---------------------------------- | ---------------------------------- | ---------------------------------- | ---------------------------------- | ---------------------------------- |
| 01 Rat bois                        | 02 Buffle bois                     | 03 Tigre feu                       | 04 Lièvre feu                      | 05 Dragon terre                    | 06 Serpent terre                   | 07 Cheval métal                    | 08 Chèvre métal                    | 09 Singe eau                       | 10 Coq eau                         | 11 Chien bois                      | 12 Cochon bois                     |
| 13 Rat feu                         | 14 Buffle feu                      | 15 Tigre terre                     | 16 Lièvre terre                    | 17 Dragon métal                    | 18 Serpent métal                   | 19 Cheval eau                      | 20 Chèvre eau                      | 21 Singe bois                      | 22 Coq bois                        | 23 Chien feu                       | 24 Cochon feu                      |
| 25 Rat terre                       | 26 Buffle terre                    | 27 Tigre métal                     | 28 Lièvre métal                    | 29 Dragon eau                      | 30 Serpent eau                     | 31 Cheval bois                     | 32 Chèvre bois                     | 33 Singe feu                       | 34 Coq feu                         | 35 Chien terre                     | 36 Cochon terre                    |
| 37 Rat métal                       | 38 Buffle métal                    | 39 Tigre eau                       | 40 Lièvre eau                      | 41 Dragon bois                     | 42 Serpent bois                    | 43 Cheval feu                      | 44 Chèvre feu                      | 45 Singe terre                     | 46 Coq terre                       | 47 Chien métal                     | 48 Cochon métal                    |
| 49 Rat eau                         | 50 Buffle eau                      | 51 Tigre bois                      | 52 Lièvre bois                     | 53 Dragon feu                      | 54 Serpent feu                     | 55 Cheval terre                    | 56 Chèvre terre                    | 57 Singe métal                     | 58 Coq métal                       | 59 Chien eau                       | 60 Cochon eau                      |

Le singe de feu est le trente-troisième élément du cycle sexagésimal chinois. Il est appelé bingshen ou ping-chen en chinois, byeongsin en coréen, heishin en japonais et bính thân en vietnamien. Il est précédé par la chèvre de bois et suivi par le coq de feu.
À la tige céleste bing est associé le Yáng et l'élément feu, et par la branche terrestre shen, le Yáng, l'élément métal et le signe du singe.

## Années du singe de feu
La transition vers le calendrier grégorien se fait en multipliant par soixante et en ajoutant trente-six. Sont ainsi appelées année du singe de feu les années :

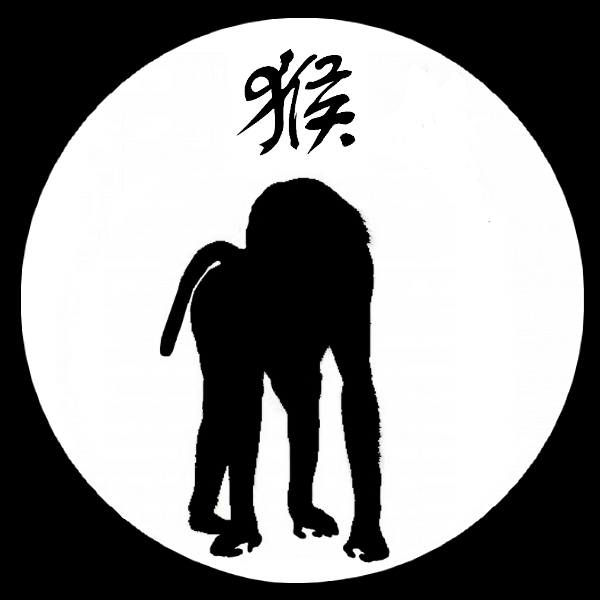
Signe astrologique chinois'Le SINGE

| Ier millénaire                                                                                      | IIe millénaire                                                                                                  | IIIe millénaire |
| --------------------------------------------------------------------------------------------------- | --- | --- |
| - 36 - 96 - 156 - 216 - 276 - 336 - 396 - 456 - 516 - 576 - 636 - 696 - 756 - 816 - 876 - 936 - 996 | - 1056 - 1116 - 1176 - 1236 - 1296 - 1356 - 1416 - 1476 - 1536 - 1596 - 1656 - 1716 - 1776 - 1836 - 1896 - 1956 | - 2016 - 2076 - 2136 - 2196 - 2256 - 2316 - 2376 - 2436 - 2496 - 2556 - 2616 - 2676 - 2736 - 2796 - 2856 - 2916 - 2976 |